# Mahdi Belhaddad
Pour les articles homonymes, voir Belhaddad.
Mohamed el Mahdi Belhaddad, connu en France sous le nom de Mahdi Belhaddad, né le 25 juin 1918 à Chir (Algérie) et mort le 28 septembre 1978 à Saint-Cloud (France), est un haut fonctionnaire français, premier musulman à avoir atteint le poste de sous-préfet puis de préfet dans l'Algérie française.

## Origines et naissance
Fils de Salah, agha,  et de Zohra Zeroual, Mahdi Belhaddad naît dans les Aurès à Chir, en Algérie française, le 25 juin 1918.
Son arrière-grand-père (Cheikh El Haddad) est le chef de la confrérie religieuse des Rahmaniya et l'un des principaux chefs de la révolte de Mokrani contre la présence française, secondé par son grand-père (Cheikh Aziz). Ils sont jugés à Constantine et condamnés en 1873 par la justice française à de lourdes peines : le premier meurt en prison en 1873, le second est déporté en Nouvelle-Calédonie et meurt à Paris en 1895.

## Seconde Guerre mondiale
Incorporé au sein de la 3e division d'infanterie algérienne, il est gravement blessé en Italie, à la bataille du Monte Cassino (1944), et est amputé du bras droit. Mutilé de guerre, il est décoré de la médaille militaire et fait officier de la Légion d'honneur.
Rentré en Algérie, il devient caïd des Services civils de la commune de Beni Mellikeche.

## Guerre d'Algérie
Fait unique durant la guerre d'Algérie, il réussit une carrière de haut fonctionnaire musulman en Algérie (les autres préfèrent rester en métropole), et « réussi[t] à ne jamais passer aux yeux de ses coreligionnaires pour un « béni-oui-oui », tout en n'ayant jamais fait mystère de ses sentiments pro-français. »
Nommé sous-préfet hors-cadre le 16 mars 1957, il rejoint l'équipe de l'IGAME de Constantine, comme chef de cabinet du préfet Maurice Papon, qui le charge des relations avec la population musulmane. Présenté à Charles de Gaulle le 5 mai, il est nommé sous-préfet d'Aïn Béïda le 6 août 1958, malgré les réticences des militaires.
Le 29 août 1959, Charles de Gaulle, en « tournée des popotes » en Algérie, rencontre plus longuement Mahdi Belhaddad qui lui fait part de ses critiques sur la faible présence des musulmans dans la haute administration en Algérie, ainsi que de la politique guerrière menée. D'après Yves Courrière, à sa surprise, de Gaulle lui annonce son intention d'aller vers l'autodétermination, avant même son discours du 16 septembre qui surprendra tous les acteurs et provoquera la semaine des barricades.
De Gaulle le nomme le 1er mars 1960 préfet de Batna, en lui affirmant : « vous êtes libre de vos actes et responsable uniquement devant moi ». Il est installé par le délégué général Paul Delouvrier. Grâce à son expérience en tant que caïd, il anticipe et tente d'empêcher les SAS de manipuler, comme il est d'usage, le vote aux élections cantonales de 1960, premières au collège unique en Algérie. Durant cette période, il a notamment sous ses ordres le sous-préfet Mario Bénard. Plus tard, en 1973, ce dernier rend hommage au courage de Belhaddad, lors d'un événement auquel il a assisté en décembre 1960  et au cours duquel Belhaddad est parvenu à maintenir le calme à Batna, en risquant sa vie. « C'est à Batna même que j'ai assisté au plus bel acte de courage de cet homme qui en accomplissait beaucoup... », déclare-t-il, « Avec des hommes comme Belhaddad la France, dans l’Aurès, n'a pas perdu son âme et elle y compte sûrement aujourd’hui encore d’innombrables amis. » et il ajoute « je considérerai toujours que ce fut pour moi un honneur et une joie d'avoir travaillé sous les ordres du premier préfet musulman d'Algérie. » . 
Le 11 mars 1961, il est nommé préfet de Constantine. Afin d'éviter que le sang coule durant la manifestation d'anniversaire du début du soulèvement, prévue le 1er novembre 1961, il prend l'initiative, en accord avec Paul Delouvrier, de négocier directement avec le FLN pour l'organisation du cortège, qui se déroule, fait rare, sans incident.
Il reste en place à Constantine jusqu'à l'indépendance de l'Algérie, en 1962. Il s'installe alors en France.

## Carrière après 1962
1er juillet 1963, il est nommé chargé de mission au cabinet du ministre des Anciens Combattants, puis rejoint son administration d'origine (le ministère de l'Intérieur), à la direction de la Protection civile, à Levallois-Perret.
En 1975, Michel Poniatowski, ministre de l'Intérieur, le place à la tête d'une commission interministérielle permanente chargée du suivi de l'insertion des harkis. Il intervient sur ce sujet dans Les Dossiers de l'écran le 17 mai 1977.
Le 28 septembre 1978, à 60 ans, il meurt sur une table d'opération d'une clinique de Saint-Cloud. Il est enterré à Souk Oufella (wilaya de Béjaia), village de ses ancêtres.

## Distinctions
- Officier de la Légion d'Honneur
- Croix de Guerre 1939-1945